# Верхня Вабля
Верхня Вабля (рос. Верхняя Вабля) — присілок в Конишевському районі Курської області Російської Федерації.
Населення становить 6 осіб. Входить до складу муніципального утворення Малогородьковська сільрада.

## Історія
Населений пункт розташований на території українського етнічного та культурного краю Східна Слобожанщина.
Від 2004 року входить до складу муніципального утворення Малогородьковська сільрада.

## Населення
| 2002 | 2010 |
| ---- | ---- |
| 25   | ↘6   |